# Louis Marie Leduc
Louis Marie Leduc, est un antiquaire français, né en 1772.
Il fait partie de la Commission des sciences et arts de l'Expédition d'Égypte sous la qualification d'antiquaire. C'est ainsi que l'on nommait les archéologues à l'époque.
Son nom figure sur le passeport collectif délivré par Menou aux savants en mai 1800.